# NSU Sport Prinz
De NSU Sport Prinz is een kleine tweezitter coupé van het Duitse automerk NSU die van 1959 tot 1967 geproduceerd werd.
De auto werd in 1958 voorgesteld als een sportieve coupévariant van de NSU Prinz. De carrosserie werd ontworpen door Franco Scaglione van het Italiaanse designbedrijf Bertone, waar ook de eerste exemplaren van deze coupé gebouwd werden. De basisvorm van de carrosserie, die ook verkrijgbaar was met open dak, diende vijf jaar later als vertrekpunt voor de NSU Wankel Spider cabriolet.
Het onderstel was afkomstig van de Prinz II, maar in het najaar van 1960 kreeg de Sport Prinz het chassis van de Prinz III met de verbeterde ophanging. In 1964 werd de Sport Prinz aangepast aan de Prinz 4 en werd hij geleverd met schijfremmen op de vooras.
Aanvankelijk werd de Sport Prinz aangedreven door de achterin gelegen luchtgekoelde tweecilindermotor van 583 cm³ uit de Prinz II, waarvan het vermogen opgetrokken werd van 20 naar 30 pk met een koppel van 44 Nm. Dit vermogen bleef ongewijzigd toen de cilinderinhoud in 1961 verhoogd werd naar 598 cm³. De wagen haalde een topsnelheid van 120 km/u.
Eind 1967 werd de productie van de Sport Prinz stopgezet.

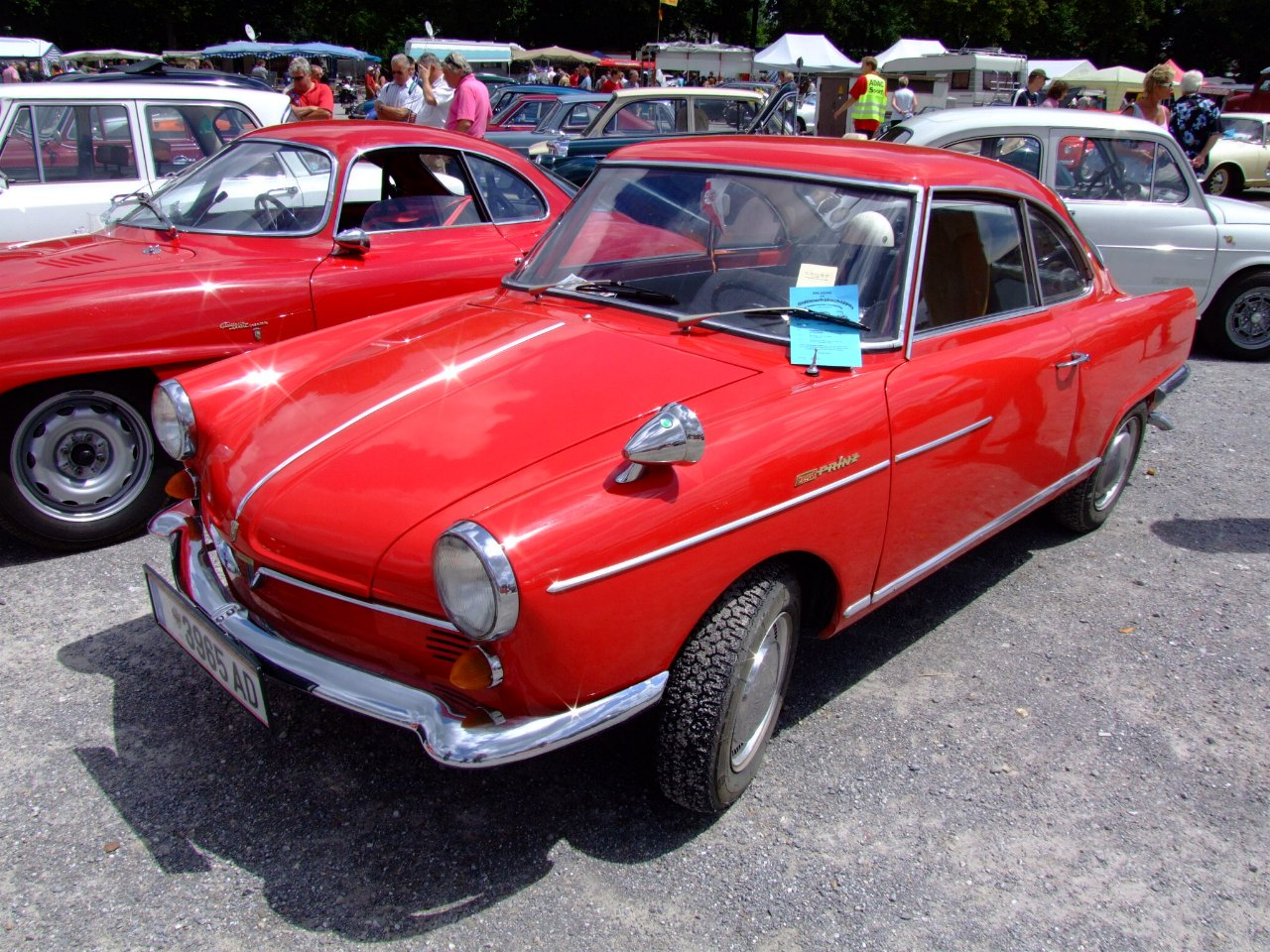
vooraanzicht
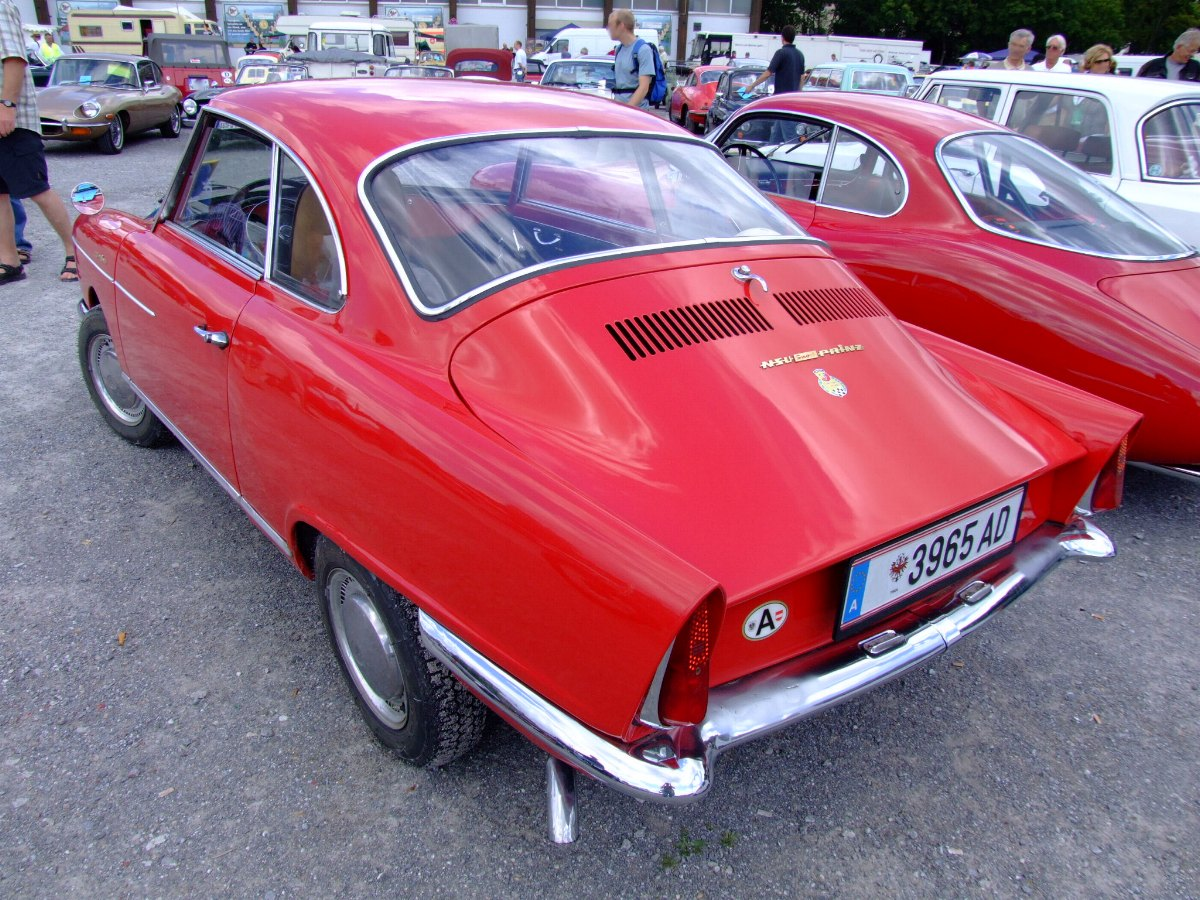
achteraanzicht
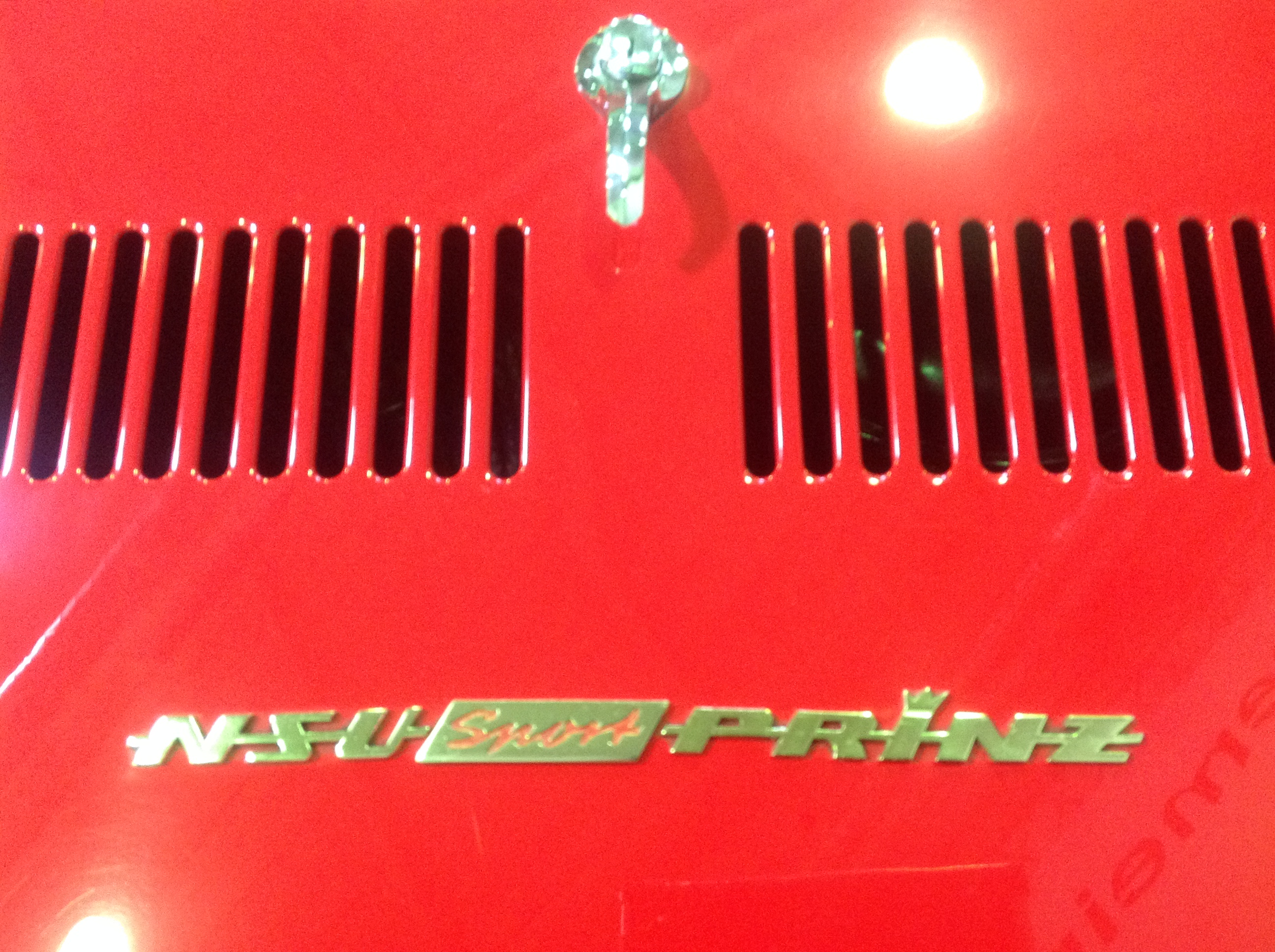
Sport Prinz logo